# Monique Adamczak
Monique Adamczak (ur. 21 stycznia 1983 w Kensington) – australijska tenisistka pochodzenia polskiego.

## Kariera tenisowa
Adamczak gra profesjonalnie w tenisa od 1998 roku. Mając 15 lat zagrała w niewielkim rangą turnieju ITF w Lyneham, gdzie osiągnęła ćwierćfinał. Przegrała w nim z Alicią Molik.
Pierwszy wygrany turniej ITF Australijka zanotowała w listopadzie 1999 roku, gdzie w finale w Jaipur pokonała faworytkę gospodarzy Manishę Malhotrę wynikiem 6:2, 2:6, 6:3. Pierwszy turniej deblowy wygrała razem ze swoją partnerką Jennifer Schmidt.

## Historia występów wielkoszlemowych
Legenda
     W, wygrany turniej
     F, przegrana w finale
     SF, przegrana w półfinale
     QF, przegrana w ćwierćfinale
     xR, przegrana w x rundzie
     Qx, przegrana w x rundzie kwalifikacji
     A, brak startu

### Występy w grze pojedynczej
| Australian Open        | A   | Q2  | Q1  | Q1  | A   | A   | Q1  | 1R  | Q1  | 2R  | 1R  | Q1  | Q1  | Q1  | Q1  | Q2  | A   | A | A | A   | 0 / 3 | 1 – 3 |  |  |  |  |
| French Open            | A   | A   | A   | A   | A   | A   | A   | A   | A   | Q1  | Q1  | A   | A   | A   | A   | Q1  | A   | A | A | A   | 0 / 0 | 0 – 0 |  |  |  |  |
| Wimbledon              | A   | A   | A   | A   | A   | A   | A   | A   | A   | Q2  | Q1  | Q2  | A   | A   | Q1  | A   | A   | A | A | A   | 0 / 0 | 0 – 0 |  |  |  |  |
| US Open                | A   | A   | A   | A   | A   | A   | A   | A   | A   | Q2  | Q1  | 1R  | A   | A   | Q1  | Q1  | A   | A | A | A   | 0 / 1 | 0 – 1 |  |  |  |  |
|                        |     |     |     |     |     |     |     |     |     |     |     |     |     |     |     |     |     |   |   |     |       |       |  |  |  |  |
| Ranking na koniec roku | 772 | 532 | 472 | 331 | 854 | 271 | 336 | 382 | 232 | 167 | 196 | 145 | 342 | 284 | 187 | 278 | 331 | – | – | 686 | 0 / 4 | 1 – 4 |  |  |  |  |

### Występy w grze podwójnej
| Turniej                | 1998 | 1999 | 2000 | 2001 | 2002 | 2003 | 2004 | 2005 | 2006 | 2007 | 2008 | 2009 | 2010 | 2011 | 2012 | 2013 | 2014 | 2015 | 2016 | 2017 | 2018 | 2019 | 2020 | 2021 | 2022 | 2023 | 2024 | Tytuły | Z–P    |
| ---------------------- | ---- | ---- | ---- | ---- | ---- | ---- | ---- | ---- | ---- | ---- | ---- | ---- | ---- | ---- | ---- | ---- | ---- | ---- | ---- | ---- | ---- | ---- | ---- | ---- | ---- | ---- | ---- | ------ | ------ |
| Australian Open        | A    | A    | 1R   | A    | A    | A    | 1R   | A    | 2R   | 1R   | 1R   | 1R   | 1R   | 1R   | 1R   | 1R   | 3R   | 2R   | A    | A    | 1R   | 2R   | 1R   | A    | 2R   | A    | A    | 0 / 16 | 6 – 16 |
| French Open            | A    | A    | A    | A    | A    | A    | A    | A    | A    | A    | A    | A    | A    | A    | A    | A    | A    | A    | A    | A    | 1R   | 1R   | A    | A    | A    | A    | A    | 0 / 2  | 0 – 2  |
| Wimbledon              | A    | A    | A    | A    | A    | A    | A    | A    | A    | A    | A    | A    | A    | A    | A    | A    | Q1   | A    | A    | 2R   | 1R   | 1R   | NH   | A    | 1R   | A    | A    | 0 / 4  | 1 – 4  |
| US Open                | A    | A    | A    | A    | A    | A    | A    | A    | A    | A    | A    | A    | A    | A    | A    | A    | A    | A    | A    | A    | 2R   | 1R   | A    | A    | A    | A    | A    | 0 / 2  | 1 – 2  |
|                        |      |      |      |      |      |      |      |      |      |      |      |      |      |      |      |      |      |      |      |      |      |      |      |      |      |      |      |        |        |
| Ranking na koniec roku | –    | –    | 479  | 291  | –    | 388  | 263  | 288  | 111  | 153  | 214  | 174  | 381  | 323  | 158  | 168  | 112  | 366  | 459  | 56   | 58   | 67   | 78   | 549  | 339  | 1028 | –    | 0 / 24 | 8 – 24 |

### Występy w grze mieszanej
| Turniej         | 1998 | 1999 | 2000 | 2001 | 2002 | 2003 | 2004 | 2005 | 2006 | 2007 | 2008 | 2009 | 2010 | 2011 | 2012 | 2013 | 2014 | 2015 | 2016 | 2017 | 2018 | 2019 | 2020 | 2021 | 2022 | Tytuły | Z–P   |
| --------------- | ---- | ---- | ---- | ---- | ---- | ---- | ---- | ---- | ---- | ---- | ---- | ---- | ---- | ---- | ---- | ---- | ---- | ---- | ---- | ---- | ---- | ---- | ---- | ---- | ---- | ------ | ----- |
| Australian Open | A    | A    | A    | A    | A    | A    | A    | A    | A    | 2R   | 1R   | A    | A    | A    | A    | A    | A    | A    | A    | A    | 1R   | 1R   | 1R   | A    | A    | 0 / 5  | 1 – 5 |
| French Open     | A    | A    | A    | A    | A    | A    | A    | A    | A    | A    | A    | A    | A    | A    | A    | A    | A    | A    | A    | A    | A    | A    | NH   | A    | A    | 0 / 0  | 0 – 0 |
| Wimbledon       | A    | A    | A    | A    | A    | A    | A    | A    | A    | A    | A    | A    | A    | A    | A    | A    | A    | A    | A    | A    | A    | A    | NH   | A    | A    | 0 / 0  | 0 – 0 |
| US Open         | A    | A    | A    | A    | A    | A    | A    | A    | A    | A    | A    | A    | A    | A    | A    | A    | A    | A    | A    | A    | A    | A    | NH   | A    | A    | 0 / 0  | 0 – 0 |
|                 |      |      |      |      |      |      |      |      |      |      |      |      |      |      |      |      |      |      |      |      |      |      |      |      |      |        |       |
|                 |      |      |      |      |      |      |      |      |      |      |      |      |      |      |      |      |      |      |      |      |      |      |      |      |      | 0 / 5  | 1 – 5 |

## Finały turniejów WTA
| Legenda                     | Legenda |
| --------------------------- | ------- |
| Wielki Szlem                |         |
| Igrzyska olimpijskie        |         |
| WTA Tour Championships      |         |
| 2009 – 2020                 |         |
| WTA Premier Mandatory       |         |
| WTA Premier 5               |         |
| WTA Premier                 |         |
| WTA International Series    |         |
| WTA 125K series (2012–2020) |         |

### Gra podwójna 7 (2–5)
| Końcowy wynik | Nr | Data                 | Turniej    | Nawierzchnia | Partnerka     | Przeciwniczki                     | Wynik finału   |
| ------------- | -- | -------------------- | ---------- | ------------ | ------------- | --------------------------------- | -------------- |
| Zwyciężczyni  | 1. | 18 czerwca 2017      | Nottingham | Trawiasta    | Storm Sanders | Jocelyn Rae Laura Robson          | 6:4, 4:6, 10–4 |
| Finalistka    | 1. | 16 września 2017     | Tokio      | Twarda       | Storm Sanders | Shūko Aoyama Yang Zhaoxuan        | 0:6, 6:2, 5–10 |
| Finalistka    | 2. | 23 września 2017     | Kanton     | Twarda       | Storm Sanders | Elise Mertens Demi Schuurs        | 2:6, 3:6       |
| Zwyciężczyni  | 2. | 22 września 2018     | Kanton     | Twarda       | Jessica Moore | Danka Kovinić Wiera Łapko         | 4:6, 7:5, 10–4 |
| Finalistka    | 3. | 14 października 2018 | Tiencin    | Twarda       | Jessica Moore | Nicole Melichar Květa Peschke     | 4:6, 2:6       |
| Finalistka    | 4. | 7 kwietnia 2019      | Monterrey  | Twarda       | Jessica Moore | Asia Muhammad Maria Sanchez       | 6:7(2), 4:6    |
| Finalistka    | 5. | 21 lipca 2019        | Lozanna    | Ceglana      | Han Xinyun    | Anastasija Potapowa Jana Sizikowa | 2:6, 4:6       |

## Finały turniejów WTA 125K series

### Gra podwójna 1 (0–1)
| Końcowy wynik | Nr | Data              | Turniej | Nawierzchnia    | Partnerka    | Przeciwniczki                           | Wynik finału      |
| ------------- | -- | ----------------- | ------- | --------------- | ------------ | --------------------------------------- | ----------------- |
| Finalistka    | 1. | 19 listopada 2017 | Tajpej  | Dywanowa (hala) | Naomi Broady | Wieronika Kudiermietowa Aryna Sabalenka | 6:2, 6:7(5), 6–10 |

## Wygrane turnieje rangi ITF
| turnieje z pulą nagród 100 000 $ |
| turnieje z pulą nagród 75 000 $  |
| turnieje z pulą nagród 50 000 $  |
| turnieje z pulą nagród 25 000 $  |
| turnieje z pulą nagród 15 000 $  |
| turnieje z pulą nagród 10 000 $  |

### Gra pojedyncza
|    | Data       | Turniej     | ($)    | Naw.      | Finalistka          | Wynik            |
| 1. | 03/09/2000 | Jaipur      | 10 000 | trawiasta | Manisha Malhotra    | 6:2, 2:6, 6:3    |
| 2. | 03/03/2003 | Warrnambool | 10 000 | trawiasta | Lauren Breadmore    | 6:2, 4:6, 6:3    |
| 3. | 03/03/2003 | Yarrawonga  | 10 000 | trawiasta | Chan Chin-wei       | 6:3, 7:6(4)      |
| 4. | 10/08/2003 | Oulu        | 10 000 | ziemna    | Kateryna Bondarenko | 6:3, 6:4         |
| 5. | 08/09/2008 | Rockhampton | 25 000 | twarda    | Jarmila Wolfe       | 2:6, 6:2, 7:6(4) |
| 6. | 18/05/2009 | Santos      | 25 000 | ziemna    | Aranza Salut        | 6:2, 6:1         |
| 7. | 20/07/2009 | Charków     | 25 000 | ziemna    | Tereza Mrdeža       | 5:7, 6:1, 6:4    |
| 8. | 15/03/2010 | Irapuato    | 25 000 | twarda    | Misaki Doi          | 7:6(5), 2:6, 6:2 |

### Wygrane turnieje deblowe
- 2014 – 50 000 $ Launceston, Australia, partnerka: Olivia Rogowska
- 2013 – 50 000 $ Bendigo, Australia, partnerka: Olivia Rogowska
- 2013 – 25 000 $ Landisville, Stany Zjednoczone, partnerka: Olivia Rogowska
- 2013 – 25 000 $ Brescia, Włochy, partnerka: Yurika Sema
- 2012 – 25 000 $ Campos do Jordão, Brazylia, partnerka: Maria Fernanda Alves
- 2012 – 50 000 $ Fukuoka, Japonia, partnerka: Stephanie Bengson
- 2012 – 25 000 $ Ipswich, Australia, partnerka: Sandra Zaniewska
- 2010 – 25 000 $ Rancho Mirage, Stany Zjednoczone, partnerka: Abigail Spears
- 2009 – 25 000 $ Charków, Ukraina, partnerka: Nicole Kriz
- 2009 – 25 000 $ Santos, Brazylia, partnerka: Florencia Molinero
- 2009 – 25 000 $ Jackson, Stany Zjednoczone, partnerka: Arina Rodionowa
- 2009 – 25 000 $ Sydney, Australia, partnerka: Lizaan Du Plessis
- 2009 – 25 000 $ Burnie, Australia, partnerka: Abigail Spears
- 2008 – 25 000 $ Sorrento, Australia, partnerka: Melanie South
- 2007 – 25 000 $ Stambuł-Kemer-2, Turcja, partnerka: Tetiana Łużanśka
- 2007 – 25 000 $ Palm Beach Gardens, Stany Zjednoczone, partnerka: Aleke Tsoubanos
- 2007 – 50 000 $ Indian Harbour Beach, Stany Zjednoczone, partnerka: Angela Haynes
- 2006 – 25 000 $ San Luis Potosí-2, Meksyk, partnerka: Marie-Ève Pelletier
- 2006 – 25 000 $ Périgueux, Francja, partnerka: Marie-Ève Pelletier
- 2006 – 25 000 $ Santa Cruz de Tenerife, Hiszpania, partnerka: Annette Kolb
- 2006 – 25 000 $ Monzón, Hiszpania, partnerka: Annette Kolb
- 2006 – 75 000 $ Dothan, Stany Zjednoczone, partnerka: Soledad Esperón
- 2006 – 25 000 $ Melbourne-1, Australia, partnerka: Erika Krauth
- 2006 – 25 000 $ Canberra, Australia, partnerka: Christina Horiatopoulos
- 2003 – 10 000 $ Warrnambool, Australia, partnerka: Madita Suer
- 2001 – 10 000 $ Benalla, Australia, partnerka: Samantha Stosur
- 2000 – 10 000 $ Jaipur, Indie, partnerka: Jennifer Schmidt